# Koalicja Klimatyczna
Koalicja Klimatyczna – sojusz organizacji pozarządowych w Polsce zainteresowanych działaniami na rzecz ochrony globalnego klimatu. Została utworzona 22 czerwca 2002 roku, podczas konferencji Zatrzymać globalne ocieplenie w Kazimierzu Dolnym.
Misją Koalicji Klimatycznej jest wspólne działanie w celu zapobiegania wywołanym przez człowieka zmianom klimatu dla dobra ludzi i środowiska. 
Sekretariat Koalicji Klimatycznej koordynuje wspólne działania organizacji wchodzących w skład Koalicji, prowadzi monitoring mediów i polityki, organizuje konferencje, debaty, warsztaty oraz szkolenia. Do zadań Sekretariatu należy również przygotowywanie materiałów informacyjnych, działania edukacyjne oraz konkurs dla dziennikarzy. Sekretariat jest prowadzony przez Polski Klub Ekologiczny Okręg Mazowiecki.

## Członkowie Koalicji Klimatycznej
- Fundacja Na Rzecz Zrównoważonego Rozwoju
- Center for Clean Air Policy (członek wspierający)
- Dolnośląska Fundacja Ekorozwoju
- Fundacja Aeris Futuro
- Fundacja Efektywnego Wykorzystania Energii
- Fundacja Ekologiczna Ziemi Legnickiej Zielona Akcja
- Fundacja Ekorozwoju
- Fundacja Na Rzecz Zrównoważonego Rozwoju
- Greenpeace
- Fundacja Ekologiczna Arka
- Instytut na rzecz Ekorozwoju
- Klub Gaja
- Liga Ochrony Przyrody
- Polska Zielona Sieć
- Polski Klub Ekologiczny – Okręg Dolnośląski
- Polski Klub Ekologiczny – Okręg Górnośląski
- Polski Klub Ekologiczny – Okręg Mazowiecki
- Polski Klub Ekologiczny – Okręg Wielkopolski
- Społeczny Instytut Ekologiczny
- Stowarzyszenie Ekologiczne Eko-Unia
- WWF
- Zielone Mazowsze

## Obecnie
Aktualnie Koalicja Klimatyczna prowadzi liczne działania m.in. na rzecz ochrony klimatu, efektywności energetycznej i odnawialnych źródeł energii. Inicjatywy Koalicji Klimatycznej, podobnie jak i poszczególne organizacje w nią wchodzące, obecne są w mediach regionalnych, krajowych i zagranicznych. Koalicja Klimatyczna regularnie organizuje konferencje prasowe, debaty i warsztaty.
Koalicja Klimatyczna stale współpracuje z innymi organizacjami i instytucjami. 
W grudniu 2010 Koalicja Klimatyczna wraz z Bankiem Światowym, Ministerstwem Gospodarki oraz Fundacją im. Heinricha Bolla zorganizowała międzynarodową konferencję "W stronę gospodarki niskowęglowej".
Koalicja Klimatyczna regularnie organizuje z Polskim Instytutem Spraw Międzynarodowych debaty nt. polityki klimatycznej.

## S.O.S. Klimat!
Koalicja Klimatyczna realizowała od maja 2008 roku do stycznia 2010 roku projekt „S.O.S Klimat!”. Jego celem było stworzenie sprzyjającej atmosfery społeczno-politycznej, skłaniającej Polskę do zadeklarowania podjęcia ambitnych działań na rzecz ochrony klimatu. Projekt miał także na celu dalsze wzmocnienie tej deklaracji przed konferencją COP 15, która odbyła się w 2009 w Kopenhadze.
Przykładowe działania w ramach projektu: 
- publikacja stanowisk dotyczących polskiej polityki klimatycznej,
- regularne spotkania konsultacyjne z przedstawicielami władz,
- konkurs „Media z klimatem" dla dziennikarzy prasy, radia i telewizji na najlepszy materiał na temat zmian i ochrony klimatu,
- kampania „Climate Tour” – cykl spotkań z ekspertami w dziedzinie zmian klimatu,
- akcje masowe, np. „Alarm Klimatyczny” w trakcie nieoficjalnego spotkania negocjacyjnego ministrów środowiska państw stron Konwencji (13.10.2008) czy przejazd rowerowy w ramach Global Day of Action (06.12.2008),
- warsztaty dla organizacji pozarządowych,
- status obserwatora negocjacji i udział w oficjalnej polskiej delegacji na COP 14,
- konferencje „Innowacje w przemyśle jako narzędzie ochrony klimatu” oraz „Rola społeczeństwa obywatelskiego w zapobieganiu zagrożeniom powodowanym zmianami klimatu”